# Taenia
Taenia es un género de platelmintos parásitos de la clase Cestoda, conocidos vulgarmente como tenias o solitarias, que causa dos tipos de enfermedades parasitarias, según sean producidas por su fase adulta o por su fase larvaria. Se llama teniasis a la que ocurre por la presencia de sus formas adultas, cuando se alojan en el intestino del huésped definitivo, y cisticercosis o cenurosis a la producida por sus formas larvales, intermedias o juveniles, al afectar a los hospedadores intermediarios en sus tejidos u órganos internos.
Las treinta y dos especies de Taenia reconocidas parasitan a diversos animales, pero solo T. saginata, T. asiatica y T. solium causan enfermedad en los seres humanos 

## Morfología

### Fase adulta
En su forma adulta, como todo platelminto, son "gusanos" aplanados a lo ancho, como una cinta, con ausencia de cavidad general, recubiertos por una estructura sincitial llamada tegumento, a diferencia de la cutícula de los nematodos. Su longitud varía, según las especies, desde los 50 cm a más de 15 m.
Como los demás cestodos, carecen de tubo digestivo, su cuerpo presenta pseudometamerizacion y son parásitos digestivos de vertebrados e invertebrados. Son hermafroditas, con poros genitales irregularmente alternos en cada proglótide.
Como otros miembros del orden Cyclophyllidea poseen los característicos órganos de fijación, llamados ventosas, cuatro en total, como parte del escólex o segmento anterior del parásito, que tiene también un rostelo que puede presentar una o varias hileras de ganchos (tenias armadas), o no estar presentes (tenias inermes). Estos órganos, ventosas y garfios, son los que les permiten fijarse a las paredes del intestino de su hospedador.
Los síntomas pueden ser muy leves o ausentes durante mucho tiempo, por lo que el paciente infectado no sospecha la infección hasta pasados años permitiendo al parásito alcanzar grandes tamaños.

### Fase intermedia
La forma intermedia, mal llamada larva, conocida también como juvenil o larval, puede ser del tipo cisticerco o cenuro, también llamado multiceps. El primero es una vesícula relativamente pequeña, que contiene en su interior un solo escólex; el cenuro es también una vesícula con contenido líquido, pero de mayor tamaño y con la presencia de gran cantidad de escólices. Están formados por una doble membrana, la externa continua, y la interna que se invagina hacia el interior para formar los escólices.

## Reproducción
Las tenias son organismos hermafroditas y polizoicos. Esta condición determina que el individuo esté formado por una gran cantidad de proglótides y además que cada uno presente un juego completo de órganos sexuales masculinos y femeninos. Sin embargo, no es aproximadamente hasta la proglótide doscientos donde los órganos reproductores aparecen ya maduros. Por otro lado, en las últimas proglótides los órganos sexuales femeninos están muy desarrollados, acabando por desaparecer el aparato masculino.

### Aparato reproductor masculino
Podemos diferenciar fundamentalmente los testículos con sus vasos eferentes, vasos deferentes y cirro. Los testículos están constituidos por lóbulos redondeados los cuales se presentan en la mayor parte de la proglótide. A su vez, de cada lóbulo parte un vaso eferente, y los diferentes vasos eferentes de lóbulos vecinos convergen en conductos mayores hasta desembocar en el conducto deferente (conducto principal de los testículos). El vaso deferente presenta una región dilatada donde almacenará los espermatozoides (vesícula seminal). El extremo del vaso deferente constituye el cirro, encerrado en el saco del cirro. Tras el cirro, el vaso deferente se abrirá en el poro genital.

### Aparato reproductor femenino
Constituido por un germario productor de óvulos (ovarios) y un vitelario (glándula vitelina) productor de células vitelinas. El germario formado por un par de ovarios, situados en la parte posterior, y a su vez formados por tubos ramificados en cuyo interior se desarrollan los óvulos. Los tubos convergen hasta abrirse en el oviducto. Este oviducto presenta el receptáculo seminal, que almacena los espermatozoides tras la cópula, y comunica al exterior por medio de un conducto denominado vagina. En el oviducto  desemboca el conducto vitelino (viteloducto) de la glándula vitelina. Por otro lado, la glándula de Mehlis se encuentra rodeando una porción del oviducto, el ootipo, donde el zigoto y las células vitelinas son agrupadas y encapsuladas.

### Fecundación
Los espermatozoides recorren la vagina hasta llegar al receptáculo seminal. Desde allí van al oviducto donde fecundarán al óvulo, tras lo cual, el óvulo se asocia a una célula vitelina procedente de las glándulas vitelinas y más tarde, a una cáscara formada a partir de glóbulos conchígenos, emitidos también por la glándula vitelina. Aquí la glándula de Mehlis se cree que juega un papel importante relacionado con la dureza de las cáscaras a través de una secreción vertida por ésta. Una vez los huevos ya son embrionados, salen a través del gonoporo dirigiéndose al intestino del huésped o bien se almacenan en un saco ciego denominado útero. El útero de las últimas proglótides, denominados anillos grávidos, experimentará un aumento de tamaño significativo debido al elevado número de huevos en su interior. Tras este proceso, el aparato reproductor masculino degenera hasta ser completamente absorbido. Puede darse autofecundación, tanto en una misma proglotide como entre diferentes proglótides separadas de un mismo estróbilo. La fecundación puede también ser cruzada entre individuos que se encuentran en un mismo huésped. Sin embargo lo más frecuente es la autofecundación entre proglotides del mismo estróbilo.

### Protandria
Otro aspecto destacable es el hecho de que el aparato reproductor masculino madure antes que el femenino, fenómeno que se conoce como protandria. Este fenómeno es debido a un proceso de selección natural que ha conducido al desarrollo temprano de la genitalia masculina en la proglotide hermafrodita, pues un desarrollo paralelo de ambos aparatos en las proglotides sería imposible debido a la limitación física de espacio. Esta disociación del desarrollo de las gónadas masculinas y femeninas, es debido al retraso de la morfogénesis del ovario.

## Fuente de infección
Las vías de contaminación son la ingestión de alimentos contaminados con los huevos de Taenia. Puede ocurrir también por auto infección, es decir, una persona ya contaminada ingiere los huevos por no lavarse las manos adecuadamente.
La contaminación con huevos de Taenia solium puede distribuirse por todo el cuerpo a través del sistema circulatorio y llegar al cerebro produciendo lesiones cerebrales y convulsiones o ceguera.
Una señal segura de que existe la tenia en el intestino es la expulsión de fragmentos de su cuerpo (proglótidas grávidas o un trozo de estróbilo) que ella usa para reproducirse.
Para provocar la salida de la tenia, es necesario tratamiento médico. Principalmente el uso de praziquantel asegura la eliminación completa del parásito. Un indicador de éxito del tratamiento es la eliminación del escólex de la tenia.